# Bahadour Bagration
 (septembre 2008).
Si vous disposez d'ouvrages ou d'articles de référence ou si vous connaissez des sites web de qualité traitant du thème abordé ici, merci de compléter l'article en donnant les références utiles à sa vérifiabilité et en les liant à la section « Notes et références ».
Bahadour Bagration, aussi nommé Badour de Géorgie, est un prince géorgien de la fin du XIIIe siècle de la famille des Bagrations.
Bahadour Bagration est le fils du roi Démétrius II de Géorgie et de sa deuxième épouse, la Mongole Sorgala.
La Chronique géorgienne de Vakhoucht Bagration (XVIIIe siècle) indique qu'après le meurtre de son père, il se rend avec sa mère et son frère Iodigar en Mongolie, pour s'échapper des griffes de la noblesse qui s'est posée en ennemie de Démétrius II. On ne sait ce qu'il devient par la suite.